# Autostrada A3 (Marocco)
L'autostrada A3, chiamata anche autostrada Casa - Rabat, è un'autostrada del Marocco. È un'infrastruttura importante in quanto collega la capitale del Marocco Rabat alla capitale economica del Paese Casablanca. È stata la prima ad essere costruita ed è tra le più trafficate in tutta l'Africa.

## Storia

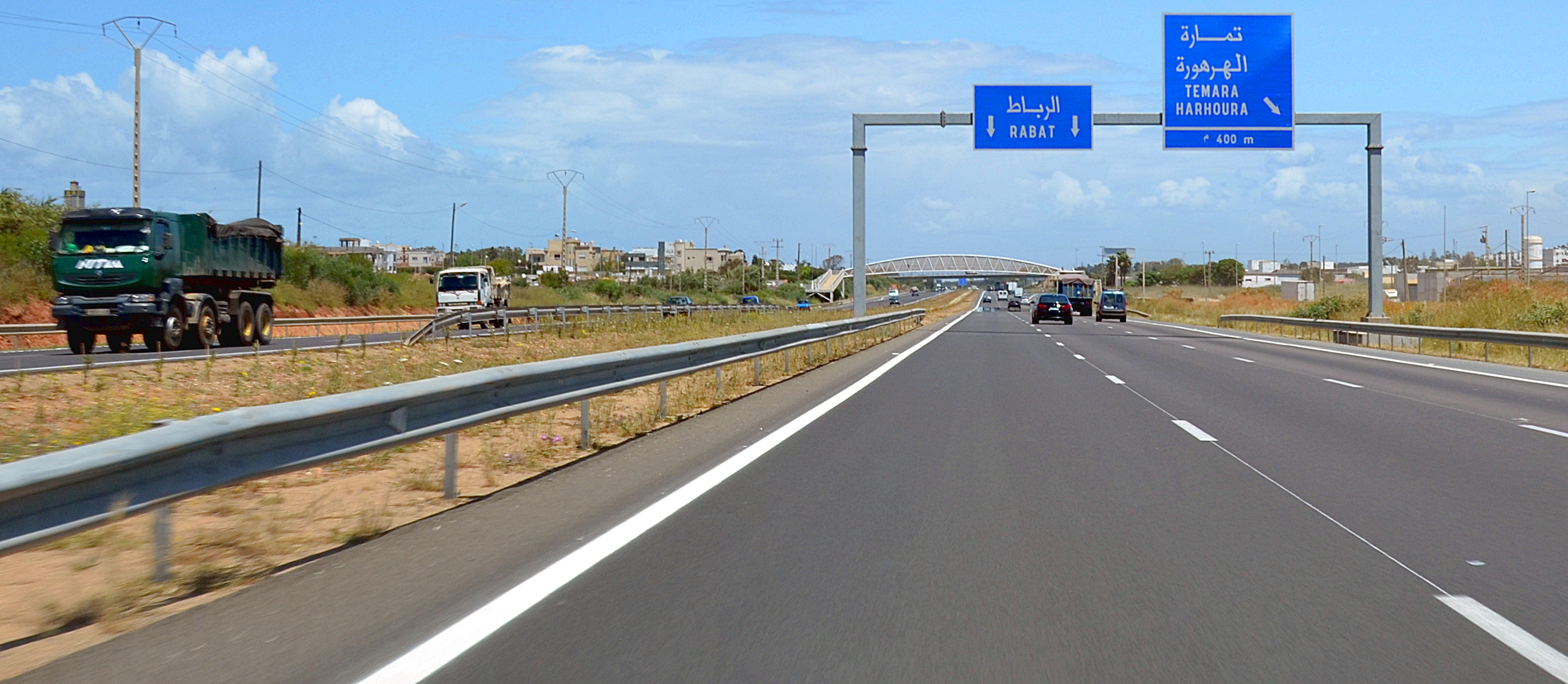
L'autostrada A3 nella casella d'uscita di Temara, nei pressi di Rabat.

Questa autostrada è stata costruita e finanziata dalla fondazione del porto di Casablanca (fondata nel 1906).
Queste due città sono già collegati dalla strada nazionale 1 e un treno di tipo TNR con un tempo di un treno ogni mezz'ora in entrambe le direzioni.
Nonostante questo, la costruzione di un'autostrada è stato considerato più che necessario, con il costante sviluppo del traffico.
I lavori iniziarono negli anni '70 e la prima sezione dell'autostrada è stata aperta al traffico nel 1978 tra Casablanca e Oued Cherrat una lunghezza di 33,5 km; nove anni dopo, nel 1987, l'autostrada è stata estesa fino Rabat.
Nei primi anni 2000, questa zona comincia a raggiungere la saturazione con punte fino a 36.800 veicoli/giorno; per gestire l'aumento, nel 2012, l'autostrada ha avuto un ampliamento delle sue corsie da 2x2 a 2x3. Una statistica eseguita nel 2014 ha affermato che sull'autostrada vi è stato un flusso medio giornaliero di oltre 52.500 veicoli .

## Cronologia percorso
- 1978: tratta Casablanca - Oued Cherrat di 33,5 km
- 1987: tratta Oued Cherrat - Rabat di 25,5 km
- 1991: tratta Casablanca - Rabat è resa a pagamento e data in concessione alla ADM
- 2012: triplicamento delle corsie per far fronte all'incremento del traffico

## Sezione Rabat-Casablanca
Un'unica sezione di lunghezza 86 km. Parte da sud della capitale Rabat dallo svincolo della strada nazionale 6. Passa per le città di Temara, Ain Atiq, Skhirat, Bouznika e Mohammedia.
Entrando a Casablanca l'autostrada passa per molti quartieri della capitale economica come Ain Sebaa, Sidi Moumen e Maarif. Infine penetra nella strada nazionale 1.

## Lavori di espansione
I lavori di ampliamento sono cominciati nel 2009 e sono stati conclusi nel 2012. La lunghezza di questo progetto è calcolata in 59 km. Il costo dei lavori è stimato in 800 milioni di dirham (circa 80 milioni di euro), che comprende anche la riqualificazione di 8 svincoli (Hay Riad, Temara, Ain Atiq, Skhirat, Bouznika, Mohammedia Est e Ovest, Ain Harrouda).

## Tabella percorso
| A 3 Autoroute A3 Rabat - Casablanca |                                                    |      |      |
| Tipo                                | Indicazione                                        | ↓km↓ | ↑km↑ |
|                                     | Hay Ryad                                           |      | +0   |
|                                     | Temara                                             |      | +6   |
|                                     | Ain Atiq                                           |      | +13  |
|                                     | Autostrada A1 A 1 Skhirat                          |      | +17  |
|                                     | Skhirat                                            |      | +21  |
|                                     | Bouznika                                           |      | +33  |
|                                     | Casello autostrada Bouznika                        |      | +35  |
|                                     | Stazione di servizio Bouznika                      |      | +40  |
|                                     | Mohammedia Est                                     |      | +51  |
|                                     | Mohammedia Ovest                                   |      | +60  |
|                                     | Autostrada A5 A 5 Ain Harrouda                     |      | +61  |
|                                     | Ain Harrouda                                       |      | +64  |
|                                     | Quartiere al Qods                                  |      | +68  |
|                                     | Quartiere Sidi Benoussi                            |      | +69  |
|                                     | Quartiere Ain Sebaa, Sidi Bernousi, Sidi Moumen    |      | +70  |
|                                     | Quartiere Ain Sebaa-Metro                          |      | +71  |
|                                     | Quartiere Ain Sebaa-Marjane                        |      | +72  |
|                                     | Quartiere Hay Mohammedi, Ain Sebaa                 |      | +75  |
|                                     | Quartiere Hay Mohammedi, Ain Sebaa                 |      | +76  |
|                                     | Stazione stradale Ouled Ziane, Porto               |      | +77  |
|                                     | Quartiere Derb Sultan-Drisia-Marjane, Garage Allal |      | +79  |
|                                     | Quartiere Al Fida, Ain Chok, Derb Sultan           |      | +80  |
|                                     | Quartiere Derb Ghellef, Oulad Haddou               |      | +82  |
|                                     | Quartiere Oasis, California                        |      | +83  |